# Saint-Maurice-de-Ventalon
Pour les articles homonymes, voir Saint-Maurice.
Saint-Maurice-de-Ventalon est une ancienne commune française, située dans le département de la Lozère en région Occitanie, devenue, le 1er janvier 2016, une commune déléguée de la commune nouvelle de Pont de Montvert - Sud Mont Lozère. Elle se trouve au cœur du parc national des Cévennes.
Ses habitants sont appelés les Saint-Mauriçais.

## Géographie
Situé sur le cours du Luech, le bourg est au pied du versant nord de la montagne du Bougès, un contrefort du mont Lozère - ce dernier se trouvant dans la partie nord de la commune voisine, Le Pont-de-Montvert. La ligne de crêtes du Bougès est orientée est-ouest. Elle forme la limite de communes entre Le Pont-de-Montvert et Saint-Maurice sur son versant nord, et Cassagnas, Saint-André-de-Lancize, Saint-Privat-de-Vallongue et Saint-Frézal-de-Ventalon au sud. 

Le mont Ventalon qui donne son nom à Saint-Maurice au nord et à Saint-Frézal au sud, se trouve proche de la D 35 dans le sud-est de la commune. Il présente deux sommets, de 1 128 m d'altitude pour celui le plus à l'ouest, de 1 110 m pour celui à l'est. Au sommet de ce dernier la limite de communes fait un angle pratiquement à 90°, avec Vialas à l'est et Saint-Frézal au sud. Cette limite sud, qui mesure près de 13 km de longueur, voit un angle similairement abrupt côté ouest au col du Bougès (1308 m d'altitude) avec Saint-Privat-de-Vallongue au sud, Cassagnas abouté en angle et Le Pont-de-Montvert à l'ouest.

### Hydrographie
Le Luech prend source dans la partie sud de la commune ainsi que la Pucidine et la Gourdouze, les deux premiers de ses principaux affluents en rive gauche. Suivant le pied du versant nord du Bougès, il se dirige vers l'est et vers sa confluence plus loin avec la Cèze, elle-même affluent direct du Rhône. Avant de quitter la commune il reçoit en rive gauche le ruisseau des Blachères, né sur la commune vers le sommet du Plo de la Nassette au nord de Saint-Maurice, puis le ruisseau de Laboual qui sert de limite de communes avec Vialas sur quelque 950 m. Toujours sur la commune mais en rive droite, il reçoit ensuite le ruisseau de Masuffret, et enfin le ruisseau du Villaret. Le Villaret, avec ses deux petits affluents le valat du Clos et le ruisseau des Blachères, descendent du mont Ventalon qui fait partie de la montagne du Bougès.
Dans le nord de la commune se trouvent la totalité de tous les affluents et sous-affluents de l'Alignon, qui coule vers l'ouest pour confluer ensuite avec le Tarn, l'un des principaux affluents de la Garonne.

#### Deux lignes de partage des eaux
La commune a la particularité de se trouver au croisement de deux lignes de séparation des eaux. L'une est la ligne de crêtes de la montagne du Bougès, d'orientation est-ouest ; l'autre est celle qui divise des bassins versants côtés Atlantique et méditerranéen - respectivement ouest et est.
La ligne de partage des eaux Atlantique / Méditerranée traverse le Bougès par le Signal de Ventalon et le Grand Cougnet, et remonte pour contourner les contreforts du mont Lozère par l'est. Sur la commune, elle est orientée généralement nord-sud. Elle coupe la commune en deux selon une ligne qui passe en limite sud de commune par le Signal du Ventalon, une crête du Bougès ; de là elle remonte vers le nord entre le Grand Cougnet à l'ouest et le Prat Bressou à l'est, en direction de la Croix de Berthel qui voit la Goudeshe (affluent du Tarn, donc bassin Atlantique) à 135 m côté ouest et un petit affluent du Luech (donc bassin méditerranéen) à 150 m côté est. Elle contourne ensuite la Coste Plane jusqu'au Plot de la Nassette, qui lui aussi voit à 40 m côté méditerranéen le ruisseau des Blachères affluent du Luech, et à 80 m côté Atlantique le ruisseau des Chanals affluent de l'Alignon. 

Quant à la ligne de partage des eaux concrétisée par la montagne du Bougès, on y voit d'une part la Mimente au sud et l'Alignon au nord, tous deux affluents du Tarn côté Atlantique à l'ouest ; et d'autre part le Gardon (affluent du Gardon d'Alès) au sud et le Luech au nord, tous deux tributaires du Rhône à l'est.

### Communes limitrophes
| Le Pont-de-Montvert (Pont de Montvert - Sud Mont Lozère) |                           |                      |
|                                                          | Saint-Maurice-de-Ventalon | Vialas               |
| Saint-André-de-Lancize                                   | Saint-Privat-de-Vallongue | Ventalon en Cévennes |

Au sud-ouest, la commune de Cassagnas n'est distante que d'une trentaine de mètres, au col du Bougès.

## Toponymie
Le Signal de Ventalon est un sommet de la Montagne du Bougès.

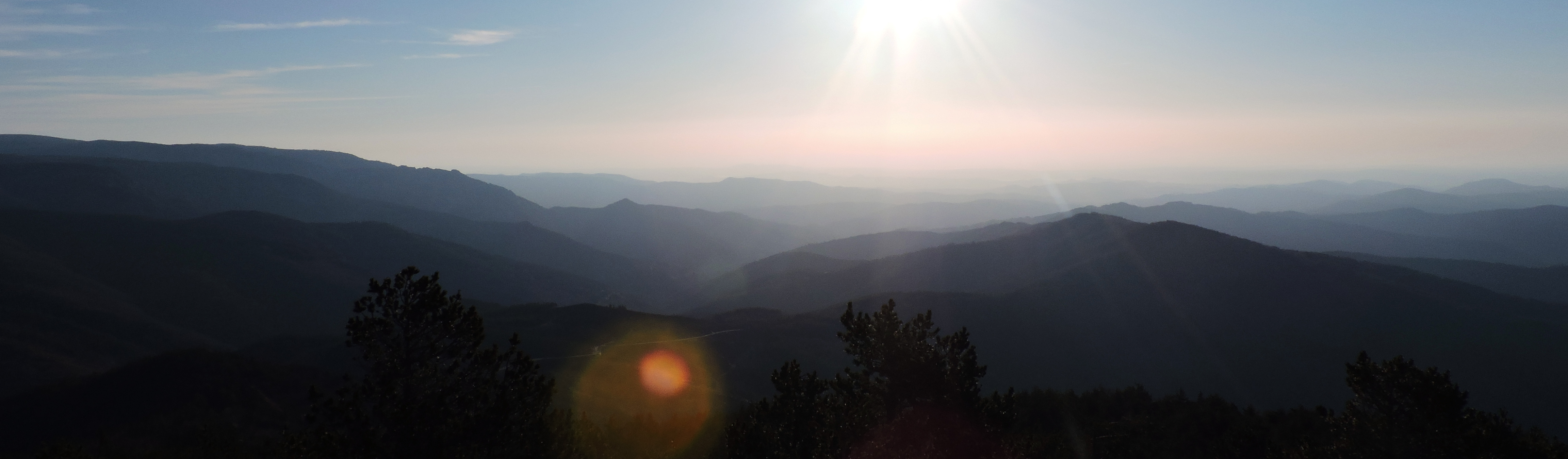
Au sommet du Signal de Ventalon

## Histoire
Au cours de la Révolution française, la commune porte le nom de Montjoye-de-Ventalon.
D'anciennes mines se trouvent sur la commune, notamment à la source du ruisseau du Villaret.

## Politique et administration
| Période      | Période   | Identité        | Étiquette | Qualité |
| ------------ | --------- | --------------- | --------- | ------- |
| janvier 2016 | Mars 2020 | Jean-Paul Velay |           |         |

| Période                                  | Période       | Identité            | Étiquette | Qualité |
| ---------------------------------------- | ------------- | ------------------- | --------- | ------- |
| Les données manquantes sont à compléter. |               |                     |           |         |
| avant 1988                               | ?             | Daniel Argenson     |           |         |
| 2001                                     | 2008          | Marie-Jeanne Dubois |           |         |
| 2008                                     | décembre 2015 | Jean-Paul Velay     |           |         |

## Démographie
| 1793 | 1800 | 1806 | 1821 | 1831 | 1836 | 1841 | 1846 | 1851 |
| ---- | ---- | ---- | ---- | ---- | ---- | ---- | ---- | ---- |
| 400  | 436  | 475  | 524  | 529  | 503  | 436  | 450  | 462  |

| 1856 | 1861 | 1866 | 1872 | 1876 | 1881 | 1886 | 1891 | 1896 |
| ---- | ---- | ---- | ---- | ---- | ---- | ---- | ---- | ---- |
| 443  | 425  | 392  | 411  | 374  | 375  | 402  | 353  | 331  |

| 1901 | 1906 | 1911 | 1921 | 1926 | 1931 | 1936 | 1946 | 1954 |
| ---- | ---- | ---- | ---- | ---- | ---- | ---- | ---- | ---- |
| 330  | 320  | 264  | 217  | 200  | 174  | 153  | 100  | 74   |

| 1962 | 1968 | 1975 | 1982 | 1990 | 1999 | 2004 | 2009 | 2013 |
| ---- | ---- | ---- | ---- | ---- | ---- | ---- | ---- | ---- |
| 67   | 47   | 27   | 40   | 55   | 80   | 72   | 77   | 71   |

## Culture locale et patrimoine

### Apiculture

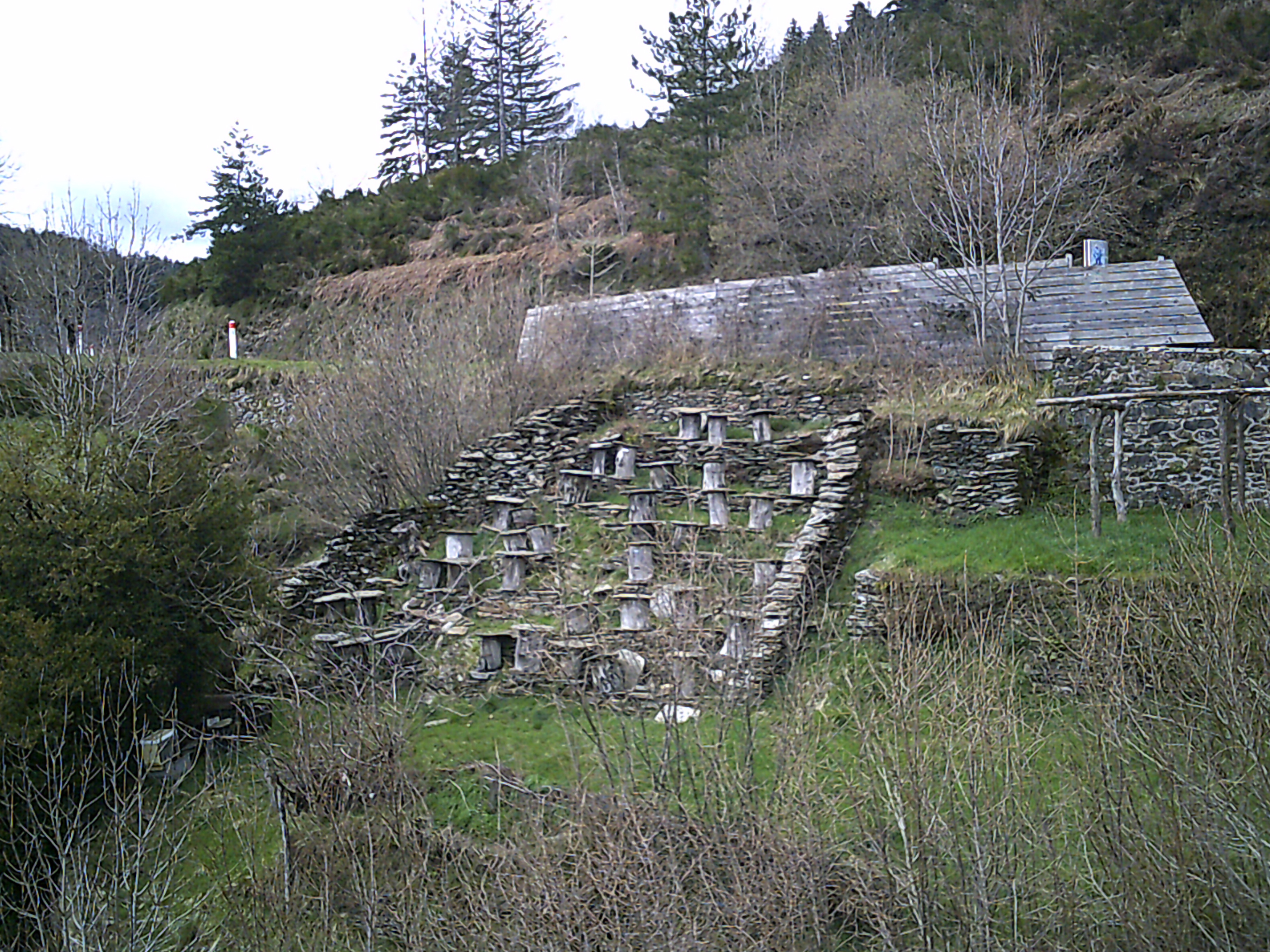
Les ruches de Saint-Maurice de Ventalon.

Une association maintient dans le village des ruches à la forme bien particulière: les « ruchers-troncs ». Ces ruches sont conçues avec un tronc de châtaignier auquel on ajoute du lauze. Le rucher-tronc vise à préserver l'abeille noire des Cévennes.

### Lieux et monuments
- Gisement gallo-romain.

### Environnement
Partie intégrante du parc national des Cévennes, la commune est sujette à de nombreuses protections environnementales.

#### ZNIEFF

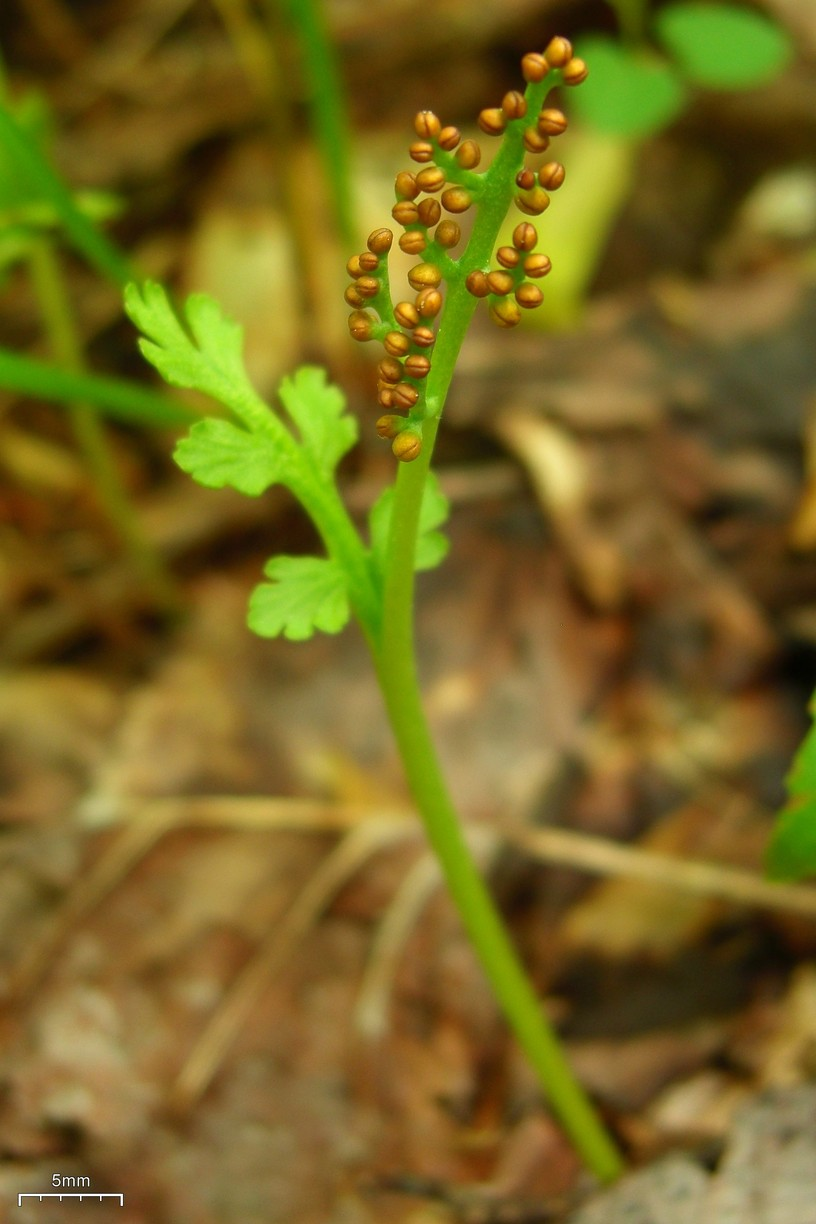
Botryche à feuilles de Matricaire.

- La ZNIEFF continentale de type 1 du « Bois de Saint-Maurice-de-Ventalon », soit 433 ha dans la partie centrale du Parc national des Cévennes (cette partie du parc elle-même classée Réserve de biosphère), concerne essentiellement la commune de Saint-Maurice-de-Ventalon avec environ 380 ha de cette zone au sud-est du bourg ; elle s'étend un peu sur Saint-Frézal-de-Ventalon (env. 15 ha au nord de cette commune) et sur Vialas (env. 38 ha à l'ouest du bourg). Son altitude va de 750 à 1100 m . Commençant 1 300 m en aval de la source du Luech, cette ZNIEFF vise le massif boisé à l'est de Saint-Maurice-de-Ventalon et inclut 3 km du cours du Luech ainsi que ceux de ses affluents traversant l'aire boisée : le ruisseau du ravin de Massufret, les ruisseaux du Villaret et des Blachères, le valat de Boutebiau en rive droite ; en rive gauche, les 275 derniers mètres du ruisseau de Laboual et 170 derniers mètres du Valat du Peyrou, le ru saisonnier du Valat de Felias, et les 400 derniers mètres du Valat de Champatou. Elle est entièrement incluse dans une plus grande Zone de Protection Spéciale (Directive Oiseaux).

Deux espèces végétales présentes ont un statut réglementé : le Botryche à feuilles de Matricaire (Botrychium matricariifolium), petite fougère vivace protégée sur l'ensemble du territoire français métropolitain ; et le Lycopode sélagine ou Lycopode dressé (Huperzia selago), inscrit sur la liste de la Directive Habitats.
- ZNIEFF du « Massif du Mont Lozère »[13].

- ZNIEFF de la « Montagne du Bougès »[14].

#### Espaces protégés et gérés
- « Bougès », réserve biologique dirigée[15]. La forêt domaniale de Bougès s'étend largement de part et d'autre de la ligne de crêtes du Bougès.

- « Parc national des Cévennes, zone cœur »[16].

- « Parc national des Cévennes, aire d'adhésion »[17].

- « Réserve de biosphère des Cévennes, zone centrale »[18].

- « Réserve de biosphère des Cévennes, zone tampon »[19].

- « Réserve de biosphère des Cévennes, zone de transition »[20].

#### Sites d'Intérêt Communautaire (Dir. Habitat)
- Le vaste SIC des « Hautes vallées de la Cèze et du Luech » (13 080 ha au total) ne couvre sur la commune que quelque 180 ha autour du Luech. C'est une Zone spéciale de conservation (ZSP)[21].

- Le SIC lozérien des « Vallées du Tarn, du Tarnon et de la Mimente » comprend 10 514 ha d'habitats divers, dont 105 ha regroupant deux types d’habitats inscrits à l’annexe I : forêt alluviale à aulnes glutineux et frênes communs (Alno-Padion[22], Alnion incanae[23], Salicion albae[24]), et forêt de pente, éboulis ou ravins du Tilio-Acerion[25],[26].

#### Zones de Protection Spéciale (Dir. Oiseaux)
- « ZPS des Cévennes »[27].

### Tourisme
La limite sud de la commune, qui mesure près de 13 km de longueur, est suivie sur environ 4,1 km par les GR 68 et GR 72 côté Saint-André-de-Lancize et Saint-Privat-de-Vallongue, et sur 2,9 km côté Saint-Frézal par le GRP « Tour de la haute vallée du Luech ». 

Le GR 7, qui suit assez étroitement la ligne de partage des eaux Atlantique / Méditerranée, traverse donc également la commune (voir la section Hydrographie).
Le chemin de Stevenson passe à 1 km à l'ouest de la commune, du côté du col du Bougès.
Également présent, le GR Tour de Pays des « Hautes vallées de la Cèze et du Luech ».

### Héraldique
| Saint-Maurice-de-Ventalon | Le blasonnement de Saint-Maurice-de-Ventalon est : d'or à la fasce losangée d'or et de sable |